# Kovový šrot

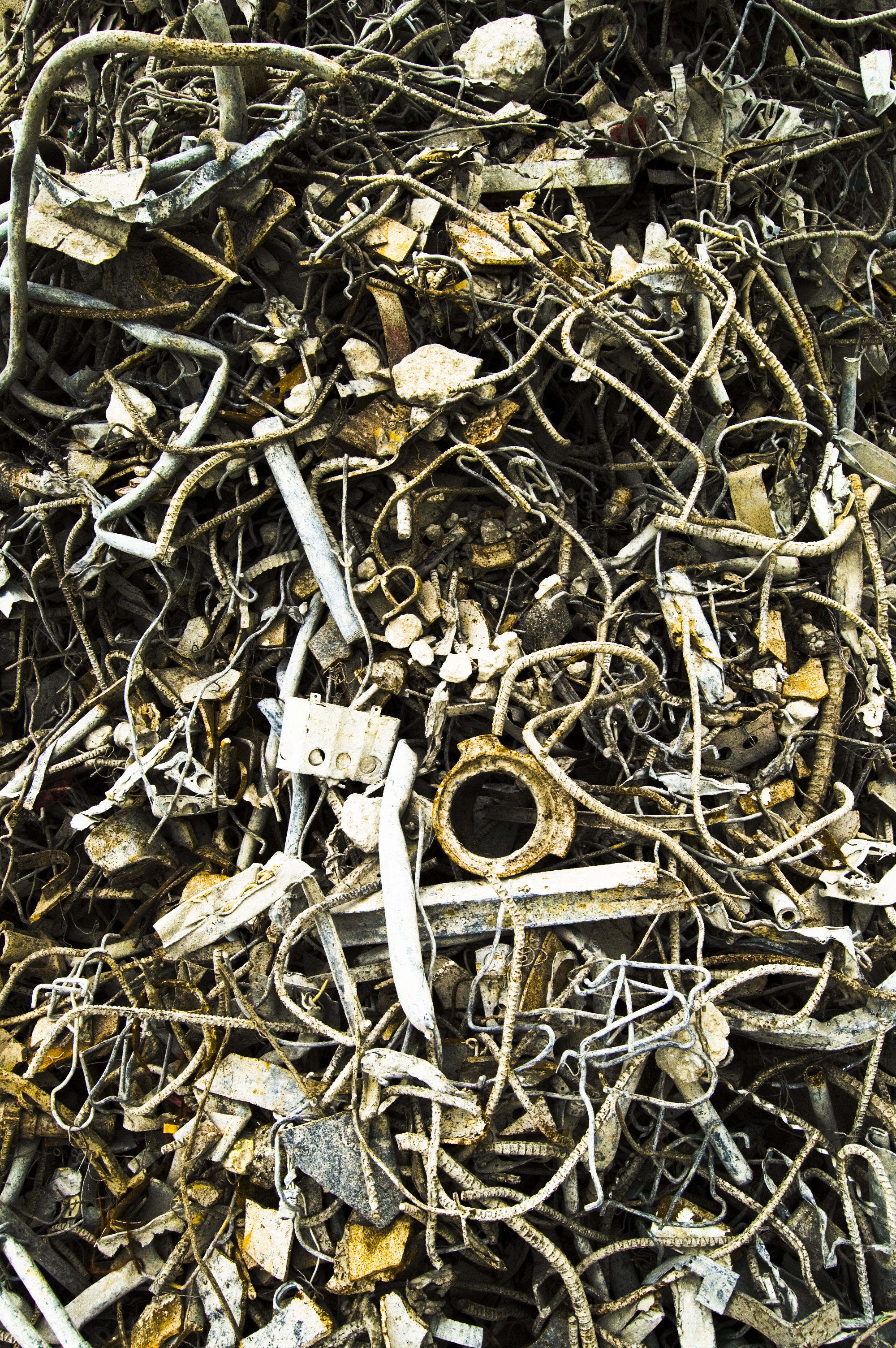
Kovový šrot

Kovový šrot paří dnes k jedné z velmi diskutovaných komodit na trhu. Jedná se o nepotřebné výrobky a zařízení z domácností a firem, které se dále různými způsoby upravují a zpracovávají. Nepotřebný kovový odpad se třídí dle kvality a rozměru do tříd a druhů, např. druh 27 - plech,
druh 16 - těžké železo neupravené,
druh 12 - těžké železo upravené do rozměru 1,5 m x 0,5 m, atd.
Mezi kovový odpad patří i barevné kovy jako např.
měď,
mosaz,
hliník,
zinek,
olovo,
a také korozivzdorná ocel.